# Sơn ca bụi Nam Á
Sơn ca bụi Nam Á (danh pháp hai phần: Mirafra cantillans) là một loài chim thuộc họ Alaudidae..
Sơn ca bụi Nam Á phân bố ở châu Phi, Trung Đông và Nam Á. Phạm vi phân bố khá rộng, khoảng 10 triệu  km²; và số lượng trên toàn cầu được cho là lớn nhưng số lượng chưa được xác định.